# Южен делфин
Южен делфин още делфин на Пийл (Lagenorhynchus australis) е вид бозайник от семейство Делфинови (Delphinidae).

## Разпространение
Видът е разпространен в Аржентина, Фолкландски острови и Чили.